# Galberget
Galberget är ett berg men också en gård som grundades på 1800-talet nedanför nämnda berg i Bergs kommun (Jämtland). Galberget är beläget nordväst om byn Börtnan och utefter vägen till Lövdalen.

## Historia
Hemmanet Galberget 1:7 togs upp som nybygge av soldaten Karl Kristensson Lindbom (1793-1870) och tillhörde Ovikens socken. Han kom från Österbacken i Bilsåsen och på en karta från 1847–1848 över Ovikens socken (Jämtland) finns nybygget markerat. Till Galberget var även knutet gårdarna Sven-Jakobs och Kristentorpet. År 1894 köpte Skönviks Aktiebolag torplägenheten tillsammans med alla Ortvikens Ångsågs Aktiebolags delar i Galberget nr 1. Den sista familjen som levde på gården flyttade bort år 1969. Av gården finns idag (2023) endast mangårdsbyggnaden kvar som jaktstuga. Allt annat är bortrivet eller bortforslat.